# Saturday (Sam Fender)
Saturday è un singolo del musicista britannico Sam Fender, pubblicato il 28 novembre 2019.

## Video musicale
Il video musicale è stato diretto da James Slater.

## Tracce
1. Saturday – 3:01